# Eugênio de Araújo Sales
Eugênio kardinál de Araújo Sales (8. listopadu 1920 Acari – 9. července 2012 Sumaré) byl emeritní arcibiskup arcidiecéze Rio de Janeiro a kardinál.

## Životopis
Narodil se v Acari v brazilském státu Rio Grande do Norte. Na kněze byl vysvěcen v roce 1943, poté působil v diecézi Natal. V roce 1954 ho papež Pius XII. jmenoval pomocným biskupem arcidiecéze Natal (šlo tehdy o jednoho z nejmladších biskupů na světě). Zde se v roce 1962 stal plnomocným apoštolským administrátorem. Z jeho iniciativy vznikla na brazilském severovýchodě řada sociálních center pro zemědělské dělníky, založil rovněž mnoho vzdělávacích zařízení a rozhlasové stanice. V roce 1964 byl jmenován apoštolským administrátorem arcidiecéze São Salvador da Bahia, po smrti kardinála Agosto da Silvy o čtyři roky později se stal tamním arcibiskupem. Během II. vatikánského koncilu byl členem Komise pro laický apoštolát a komise, která pracovala na schématu konstituce Gaudium et spes. V roce 1969 jej Pavel VI. jmenoval kardinálem. Od roku 1971 byl plných třicet let arcibiskupem São Sebastião do Rio de Janeiro (jeho nástupcem se v roce 2001 stal kardinál Eusébio Oscar Scheid), v roce 1972 se stal ordinářem pro věřící východních ritů žijících v Brazílii.